# Isomecocnemis subnodalis
Isomecocnemis subnodalis är en trollsländeart som först beskrevs av Selys 1886.  Isomecocnemis subnodalis ingår i släktet Isomecocnemis och familjen Protoneuridae. Inga underarter finns listade i Catalogue of Life.